# Informatieasymmetrie
Informatieasymmetrie is een onbalans waarbij de ene partij over meer of over betere informatie beschikt dan de andere. De micro-economie en de contracttheorie houdt zich bezig met de studie naar beslissingen van economische agenten in transacties met een informatieasymmetrie. Dit creëert in deze transacties een onbalans in macht die er soms toe kan leiden dat er een suboptimale uitkomst tot stand komt, met als extreem een marktfalen. Voorbeelden van dit probleem zijn adverse selectie en moral hazard. Meestal worden informatie-asymmetrieën bestudeerd in het kader van de principal-agent-problemen.
In 2001 werd de Nobelprijs voor de Economie toegekend aan George Akerlof, Michael Spence en Joseph E. Stiglitz voor hun analyses van markten met asymmetrische informatie.

## Negatieve risicoselectie
Het klassieke artikel over negatieve risicoselectie is George Akerlofs, 'The Market for Lemons' uit 1970, dat informatieve problemen in de voorhoede van de economische theorie bracht. Het artikel van Akerlof bespreekt twee belangrijke oplossingen voor dit probleem, signalering en screening.

## Voetnoten
1. ↑  " De Sveriges Riksbank Prize in Economic Sciences in Memory of Alfred Nobel 2001: Information for the Public", persbericht van de Royal Swedish Academy of Sciences, Nobel Foundation, nobelprize.org, oktober 2001